# Petalocephala rufomarginata
Petalocephala rufomarginata är en insektsart som beskrevs av Kuoh 1984. Petalocephala rufomarginata ingår i släktet Petalocephala och familjen dvärgstritar. Inga underarter finns listade i Catalogue of Life.